# Gmina Övertorneå
Gmina Övertorneå (szw. Övertorneå kommun) – gmina w Szwecji, w regionie Norrbotten, siedzibą jej władz jest Övertorneå.
Pod względem zaludnienia Övertorneå jest 277. gminą w Szwecji. Zamieszkuje ją 5244 osób, z czego 48,09% to kobiety (2522) i 51,91% to mężczyźni (2722). W gminie zameldowanych jest 625 cudzoziemców. Na każdy kilometr kwadratowy przypada 2,2 mieszkańca. Pod względem wielkości gmina zajmuje 36. miejsce.